# William N. Whiteley

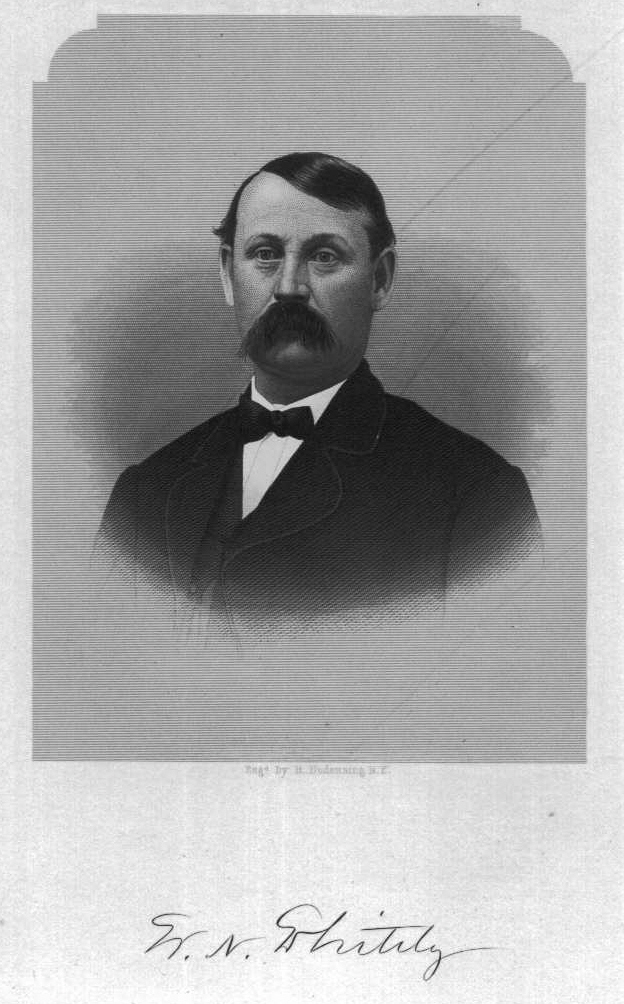
William Needham Whiteley, Springfield (Ohio), 1880

 William Needham Whiteley  (* 3. August 1834 in Springfield (Ohio); † 7. Februar 1911 ebenda) war ein amerikanischer Industrieller im 19. Jahrhundert und technischer Pionier bei der Konstruktion von landwirtschaftlichen Maschinen.

## Leben
William N. Whiteley wurde am 3. August 1835 in der Nähe von Springfield (Ohio) geboren. Er wollte Maschinenschlosser werden, verließ den heimatlichen Hof und trat in eine Werkstatt in Springfield, Ohio ein. Während seiner Lehrzeit widmete er seine freien Stunden eifrig seiner Leidenschaft für die Konstruktion neuer technischer Geräte und Einrichtungen. Seine erste Erfindung war eine „breech-loading rifle“, ein Gewehr mit neuer Verschlusstechnik.
Bald richtete er seine Bemühungen auf die Entwicklung besserer landwirtschaftlichen Mäh- und Schnittmaschinen. Im Jahre 1855 war sein erster Prototyp einer neuen Mäh- und Schnittmaschine entstanden, die er ständig weiterentwickelte und verbesserte. Er nannte sie siegessicher „Champion Reaper and Mower“, die dann auch  bei der berühmten Vergleichsprüfung der Mäher und Schnitter auf der Centennial Exposition ihrem Namen gerecht wurde und sich gegen alle Konkurrenten durchsetzte. Im Jahr 1856 ging Whiteley eine Partnerschaft mit dem ihm schon mehrere Jahre bekannten begabten Mechaniker Jerome Fassler ein, um die Champion-Maschine in großen Stückzahlen herzustellen. Die neue Firma produzierte im ersten Jahr zwanzig Maschinen, konnte aber die Nachfrage nicht zufriedenstellen.
Durch den Beitritt eines weiteren Partners Oliver S. Kelly, einem ebenfalls qualifizierten Mechaniker, der ein paar tausend Dollar auf das Stammkapital beigetrug; konnte man im Herbst desselben Jahres die Produktionskapazität deutlich erweitern. Als 1860 alle Hindernisse überwunden waren, stieg das Geschäft sprunghaft an und die Nachfrage nach der Champion wuchs in jedem Jahr schneller als das Angebot. Whiteleys kühne Ambition, mit der Champion eine der besten Mähmaschine der Welt herzustellen, hatte sich erfüllt. Dass sie auch im Verkauf die erfolgreichste war, wurde durch eine kluge Arbeitsteilung und Steigerung der Produktionskapazität erreicht.
Zur Produktion wurden nacheinander vier Firmen vertraglich zusammengeschlossen oder gegründet, die getrennt das gemeinsame Produkt, Champion-Maschine (nach unterschiedlichen Märkten aufgeteilt) herstellten. Die Unternehmen waren die bereits bestehende Firma Whiteley, Fässler & Kelley, die Champion Machine Company, deren Präsident im Jahr 1868 sein Bruder Amos wurde, Warder, Mitchell & Co. und die Toronto Mower and Reaper Company, Toronto, Kanada. Jede von ihnen verfügte schließlich über weitreichende Werksanlagen mit einer Gesamtkapazität zur Herstellung von zwischen fünfzig und sechzig tausend Maschinen pro Jahr. Es bestand darüber hinaus als gemeinsames Eigentum und Zulieferer die Champion Malleable Iron Company (Champion Temperguss Company), deren Gießereien als die größten des Landes galten und die in perfektem Zeitplan zweitausend Tonnen Gussteile pro Jahr zulieferten.
Zur Vervollständigung dieser für die damalige Zeit gigantischen Firmengruppe, die man Champion Interest nannte, organisierte man der gleicher Grundlage (gemeinsame Beteiligung und Eigenverantwortung) die Champion Bar und Knife Company, die sich in der amerikanischen Industriewelt ebenfalls als vollständigster und umfangreichster Musterbetrieb seiner Klasse etablierte.
Das zunächst auf die Ursprungsregion Clark County (Ohio) beschränkte Geschäft erstreckte sich zur Blütezeit nicht nur über den gesamten Vereinigten Staaten, sondern bediente den Bedarf in Übersee.

## Stammliste Familie Whiteley
Die Liste stützt sich im Wesentlichen auf die Familienchronik von Amos Whiteley.
1. John Whiteley (* November 1780 in North Carolina; † Juni 1845 in Springfield (Ohio))
⚭ Christian Hall  (* 8. März 1784 in Kentucky); 7 Kinder (Andrew, Freelove, William, Abner, Joseph, Nancy, and Sally) darunter
  1. Andrew Whiteley (* 31. Mai 1812 in Harrison County, Kentucky; † 30. Januar 1897 in Clark County (Ohio))
⚭ Nancy Catherine Nelson, (* 28. Februar 1812 in Tioga County, New York; † 15. Februar 1884 in Springfield (Ohio))
    1. William N. Whiteley (* 3. August 1834 in Springfield (Ohio); † 7. Februar 1911 ebenda)[1]
⚭ Mary Catherine Gove († 3. April 1917 Springfield (Ohio)), bedeutender amerikanischer Industrieller im 19. Jahrhundert.
    2. Amos (Nelson) Whiteley (* 14. März 1838 in Clark County (Ohio)), Bruder von William N. und ebenfalls bedeutender amerikanischer Industrieller im 19. Jahrhundert mit leitenden Aufgaben innerhalb der Firmengruppe Champion Interest
⚭ 1860 Josephine Ferrell († 23. Mai 1906 in Springfield (Ohio)).

  2. William Whiteley (* 16. Januar 1815 in Clark County (Ohio); † Januar 1896; auch „Uncle Billy“) Erfinder und Hersteller unterschiedlicher landwirtschaftlicher Geräte und Maschinen; er engagierte sich beim Bau der „Springfield & London Railroad“; für eine Reihe von Jahren war er Commissioner für Clark County und nach Ernennung durch den Gouverneur vertrat er als einer der Commissioner den Staat Ohio auf der großen Centennial Exposition in Philadelphia im Jahr 1876.
⚭ 1847 Mary Ann Stickney (* 25. August 1822; † 21. Januar 1901) 1 Kind (Mary Elizabeth)
  3. Abner Whiteley (* 13. Februar 1816 in Clark County (Ohio); † 24. Juni 1908 in Kansas City (Missouri)) Lehrer, Farmer, Erfinder, Unternehmer; in Springfield Lehrer seiner Neffen William N. und Amos sowie Mitinhaber der Unternehmung Eisengießerei und mechanische Werkstätten Hatch & Whiteley[3]
wurde als entschiedener Gegner der Sklaverei in Kansas bei einem Attentat schwer verletzt und brachte es dennoch auf 92 Lebensjahre; verkaufte mehrere seiner Erfindungen an William N. Whiteley;
1⚭ 1839 Mary Ann Bennett (3 Kinder Bennett, John" und Mary Jane)
2⚭ 1859 Ann Silvers († 1873; 2 Kinder Benjamin Franklin und Charles Addison)
  4. Joseph Whiteley (* 18. Januar 1818 in Clark County (Ohio); † 30. Januar 1902 ebenda)
⚭ 1839 Mary Ann Hempleman (* 22. Oktober 1821 in Clark County (Ohio); † 21. Januar 1888 ebenda) 12 Kinder